# Молуккский висячий попугайчик
Молуккский висячий попугайчик (лат. Loriculus amabilis) — птица отряда попугаеобразных.

## Внешний вид
Верхняя часть спины зелёная, лоб и темя красного цвета. На горле имеется жёлто-красное пятно. Верхние кроющие перья хвоста и надхвостье красные. Нижние кроющие перья хвоста зелёного цвета. У самок нет красного цвета на голове. Клюв чёрный.

## Распространение
Обитают на северных Молуккских островах (Индонезия): Хальмахере и нескольких близлежащих небольших островах.

## Образ жизни
Населяют субтропические и тропические влажные леса.

## Классификация
Международный союз орнитологов не выделяет подвидов.
Ранее в подвиды включался висячий попугайчик Loriculus catamene Schlegel, 1871. Кроме того, Loriculus sclateri ruber A. B. Meyer & Wiglesworth, 1896 — обитает на архипелаге Бангай (острова Сулавеси) — ранее считался подвидом молуккского висячего попугайчика.